# FC Den Bosch
FC Den Bosch je nizozemský fotbalový klub z 's-Hertogenbosch, který působí v Eerste Divisie. Klub byl založen v roce 1965 a svoje domácí utkání hraje na stadionu De Vliert s kapacitou 8500 diváků.

## Historie
Klub vznikl roku 1965 sloučením klubů BVV (založen 1906) a Wilhelmina (založen 1890).

## Úspěchy
- Mistr Nizozemska: 1948 (jako BVV)